# Rob Verkerk
Robert (Rob) Verkerk (Den Haag, 17 april 1960) is een Nederlandse officier der mariniers. Van september 2014 tot september 2017 was hij de Commandant Zeestrijdkrachten.

## Loopbaan
Verkerk begon in 1978 zijn loopbaan bij de Koninklijke Marine op het Koninklijk Instituut voor de Marine. In 1982 werd hij beëdigd als officier, waarna hij onder andere de opleiding tot commando, parachutist en ski-instructeur volgde. Hij was onder meer pelotons-, compagnies- en bataljonscommandant bij verschillende eenheden van het Korps Mariniers. In de jaren 90 werd hij uitgezonden naar Bosnië-Herzegovina.
In de rang van brigadegeneraal werd Verkerk in 2007 Directeur Operaties CZSK en tevens Commandant van het Korps Mariniers. In 2012 werd hij bevorderd tot generaal-majoor en werd hij plaatsvervangend Commandant Zeestrijdkrachten.
Op 26 september 2014 volgde hij vice-admiraal Matthieu Borsboom op als Commandant Zeestrijdkrachten, waarbij hij bevorderd werd tot luitenant-generaal.
Op 22 september 2017 droeg hij het commando over de Zeestrijdkrachten over aan viceadmiraal Rob Kramer. Ter gelegenheid van zijn afscheid werd Verkerk benoemd tot officier in de Orde van Oranje-Nassau met de zwaarden.

## Onderscheidingen
- Officier in de Orde van Oranje-Nassau met de zwaarden
- Herinneringsmedaille VN-Vredesoperaties (Joegoslavië)
- Herinneringsmedaille Multinationale Vredesoperaties (Joegoslavië)
- Officierskruis
- Marinemedaille
- Kruis voor betoonde marsvaardigheid
- Kruis voor de Tweedaagse Militaire Prestatietocht
- VN Medaille (UNPROFOR)
- NAVO-medaille (Joegoslavië)